# Rue Bellini
La rue Bellini est une voie du 16e arrondissement de Paris, en France.

## Situation et accès
La rue Bellini est une voie publique située dans le 16e arrondissement de Paris. Elle débute au 21, rue Scheffer et se termine au 30, avenue Paul-Doumer. Elle mesure 73 mètres de long et 7 mètres de large.
Le quartier est desservi par la ligne 9, aux stations Rue de la Pompe et Trocadéro et par la ligne 6, aux stations Trocadéro et Passy.

## Origine du nom

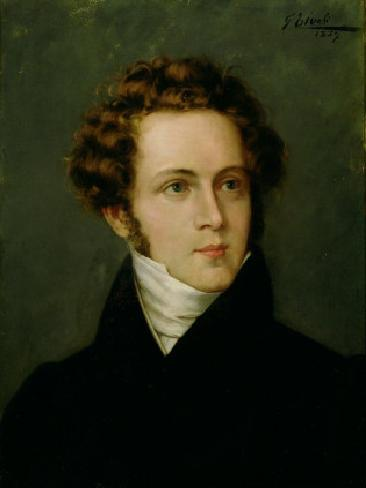
Vincent Bellini.

Elle porte le nom du compositeur italien Vincenzo Bellini (1801-1835),.

## Historique
Cette rue de l'ancienne commune de Passy est ouverte en 1823 sous le nom de « rue de la Planchette », en raison de sa situation sur le chantier dit de la Planchette, aussi appelé « La Marbrière ».
Classée dans la voirie parisienne par un décret du 23 mai 1863, elle prend sa dénomination actuelle par un décret du 24 août 1864.
Au Sud, elle se poursuivait à l'origine jusqu'à la rue de la Tour. Par décret du 25 novembre 1924, en raison du percement de l'avenue Paul-Doumer, ce tronçon disparaît.

## Source
- Jacques Hillairet, Dictionnaire historique des rues de Paris, t. 1, Éditions de Minuit, 1985, 1583 p. (ISBN 2-7073-1054-9), p. 176